# Tour Down Under 2023
23. ročník etapového cyklistického závodu Tour Down Under se konal mezi 17. a 22. lednem 2023 v australském městě Adelaide a okolí. Celkovým vítězem se stal Australan Jay Vine z týmu UAE Team Emirates. Na druhém a třetím místě se umístili Brit Simon Yates (Team Jayco–AlUla) a Španěl Pello Bilbao (Team Bahrain Victorious). Závod byl součástí UCI World Tour 2023 na úrovni 2.UWT a byl prvním závodem tohoto seriálu.

## Týmy
Závodu se zúčastnilo všech 18 UCI WorldTeamů, 1 UCI ProTeam a 1 národní tým. Týmy Israel–Premier Tech, Lotto–Dstny a Team TotalEnergies dostaly automatické pozvánky jako 3 nejlepší UCI ProTeamy sezóny 2022, poslední 2 zmiňované týmy však svou pozvánku zamítly. Další 1 národní tým (UniSA–Australia) pak byl vybrán organizátory závodu. Všechny týmy přijely se sedmi jezdci kromě týmu Movistar Team se šesti jezdci, celkem se tak na start postavilo 139 závodníků. Do cíle na Mount Lofty dojelo 121 z nich.
UCI WorldTeamy
- AG2R Citroën Team
- Alpecin–Deceuninck
- Arkéa–Samsic
- Astana Qazaqstan Team
- Bora–Hansgrohe
- Cofidis
- EF Education–EasyPost
- Groupama–FDJ
- Ineos Grenadiers
- Intermarché–Circus–Wanty
- Movistar Team
- Soudal–Quick-Step
- Team Bahrain Victorious
- Team DSM
- Team Jayco–AlUla
- Team Jumbo–Visma
- Trek–Segafredo
- UAE Team Emirates

UCI ProTeamy
- Israel–Premier Tech

Národní týmy
- UniSA–Australia

## Trasa a etapy
| Etapa         | Datum         | Trasa                             | Vzdálenost | Typ      | Typ                  | Vítěz                 |
| ------------- | ------------- | --------------------------------- | ---------- | -------- | -------------------- | --------------------- |
| P             | 17. ledna     | Adelaide                          | 5,5 km     |          | Individuální časovka | Alberto Bettiol (ITA) |
| 1             | 18. ledna     | Tanunda – Tanunda                 | 149,9 km   |          | Zvlněná etapa        | Phil Bauhaus (GER)    |
| 2             | 19. ledna     | Brighton – Victor Harbor          | 154,8 km   |          | Zvlněná etapa        | Rohan Dennis (AUS)    |
| 3             | 20. ledna     | Norwood – Campbelltown            | 116,8 km   |          | Rovinatá etapa       | Pello Bilbao (ESP)    |
| 4             | 21. ledna     | Port Willunga – Willunga Township | 133,2 km   |          | Rovinatá etapa       | Bryan Coquard (FRA)   |
| 5             | 22. ledna     | Unley – Mount Lofty               | 112,5 km   |          | Zvlněná etapa        | Simon Yates (GBR)     |
| Celková délka | Celková délka | Celková délka                     | 672,7 km   | 672,7 km | 672,7 km             | 672,7 km              |

## Průběžné pořadí
| Etapa          | Vítěz           | Celkové pořadí  | Vrchařská soutěž      | Sprinterská soutěž | Soutěž mladých jezdců | Cena bojovnosti       | Soutěž týmů              |
| -------------- | --------------- | --------------- | --------------------- | ------------------ | --------------------- | --------------------- | ------------------------ |
| P              | Alberto Bettiol | Alberto Bettiol | neuděleno             | neuděleno          | Magnus Sheffield      | neuděleno             | Alpecin–Deceuninck       |
| 1              | Phil Bauhaus    | Alberto Bettiol | Luke Plapp            | Phil Bauhaus       | Magnus Sheffield      | Nans Peters           | Intermarché–Circus–Wanty |
| 2              | Rohan Dennis    | Rohan Dennis    | Jay Vine              | Caleb Ewan         | Magnus Sheffield      | Manuele Boaro         | Alpecin–Deceuninck       |
| 3              | Pello Bilbao    | Jay Vine        | Jay Vine              | Michael Matthews   | Magnus Sheffield      | Mikkel Frølich Honoré | UAE Team Emirates        |
| 4              | Bryan Coquard   | Jay Vine        | Mikkel Frølich Honoré | Michael Matthews   | Magnus Sheffield      | Daryl Impey           | UAE Team Emirates        |
| 5              | Simon Yates     | Jay Vine        | Mikkel Frølich Honoré | Michael Matthews   | Magnus Sheffield      | Mattia Cattaneo       | UAE Team Emirates        |
| Konečné pořadí | Konečné pořadí  | Jay Vine        | Mikkel Frølich Honoré | Michael Matthews   | Magnus Sheffield      | neuděleno             | UAE Team Emirates        |

## Konečné pořadí
| Legenda | Legenda                            | Legenda | Legenda                               |
| ------- | ---------------------------------- | ------- | ------------------------------------- |
|         | Označuje lídra celkového pořadí    |         | Označuje lídra soutěže mladých jezdců |
|         | Označuje lídra sprinterske soutěže |         | Označuje lídra vrchařské soutěže      |

### Celkové pořadí
| Pořadí | Jezdec                  | Tým                      | Čas         |
| ------ | ----------------------- | ------------------------ | ----------- |
| 1      | Jay Vine (AUS)          | UAE Team Emirates        | 16h 07' 41" |
| 2      | Simon Yates (GBR)       | Team Jayco–AlUla         | + 11"       |
| 3      | Pello Bilbao (ESP)      | Team Bahrain Victorious  | + 27"       |
| 4      | Magnus Sheffield (USA)  | Ineos Grenadiers         | + 57"       |
| 5      | Mauro Schmid (SUI)      | Soudal–Quick-Step        | + 58"       |
| 6      | Ben O'Connor (AUS)      | AG2R Citroën Team        | + 1' 04"    |
| 7      | Sven Erik Bystrøm (NOR) | Intermarché–Circus–Wanty | + 1' 06"    |
| 8      | Antonio Tiberi (ITA)    | Trek–Segafredo           | + 1' 07"    |
| 9      | Gorka Izagirre (ESP)    | Movistar Team            | + 1' 13"    |
| 10     | Bryan Coquard (FRA)     | Cofidis                  | + 1' 13"    |

### Vrchařská soutěž
| Pořadí | Jezdec                      | Tým                   | Body |
| ------ | --------------------------- | --------------------- | ---- |
| 1      | Mikkel Frølich Honoré (DEN) | EF Education–EasyPost | 21   |
| 2      | Jay Vine (AUS)              | UAE Team Emirates     | 20   |
| 3      | Simon Yates (GBR)           | Team Jayco–AlUla      | 18   |
| 4      | Fabio Felline (ITA)         | Astana Qazaqstan Team | 11   |
| 5      | Kim Heiduk (GER)            | Ineos Grenadiers      | 10   |
| 6      | Johan Jacobs (SUI)          | Movistar Team         | 10   |
| 7      | Luke Plapp (AUS)            | Ineos Grenadiers      | 10   |
| 8      | Alessandro Covi (ITA)       | UAE Team Emirates     | 8    |
| 9      | Matthew Dinham (AUS)        | Team DSM              | 8    |
| 10     | Dmitrij Gruzdev (KAZ)       | Astana Qazaqstan Team | 7    |

### Sprinterská soutěž
| Pořadí | Jezdec                 | Tým                      | Čas |
| ------ | ---------------------- | ------------------------ | --- |
| 1      | Michael Matthews (AUS) | Team Jayco–AlUla         | 61  |
| 2      | Simon Yates (GBR)      | Team Jayco–AlUla         | 57  |
| 3      | Jay Vine (AUS)         | UAE Team Emirates        | 57  |
| 4      | Caleb Ewan (AUS)       | UniSA–Australia          | 47  |
| 5      | Paul Penhoët (FRA)     | Groupama–FDJ             | 43  |
| 6      | Hugo Page (FRA)        | Intermarché–Circus–Wanty | 40  |
| 7      | Bryan Coquard (FRA)    | Cofidis                  | 37  |
| 8      | Corbin Strong (NZL)    | Israel–Premier Tech      | 34  |
| 9      | Rohan Dennis (AUS)     | Team Jumbo–Visma         | 30  |
| 10     | Phil Bauhaus (GER)     | Team Bahrain Victorious  | 30  |

### Soutěž mladých jezdců
| Pořadí | Jezdec                  | Tým                      | Čas         |
| ------ | ----------------------- | ------------------------ | ----------- |
| 1      | Magnus Sheffield (USA)  | Ineos Grenadiers         | 16h 08' 38" |
| 2      | Antonio Tiberi (ITA)    | Trek–Segafredo           | + 10"       |
| 3      | Hugo Page (FRA)         | Intermarché–Circus–Wanty | + 54"       |
| 4      | Reuben Thompson (AUS)   | Groupama–FDJ             | + 1' 32"    |
| 5      | Alex Baudin (FRA)       | AG2R Citroën Team        | + 1' 54"    |
| 6      | Paul Penhoët (FRA)      | Groupama–FDJ             | + 3' 24"    |
| 7      | Iván Romeo (ESP)        | Movistar Team            | + 6' 55"    |
| 8      | Leo Hayter (GBR)        | Ineos Grenadiers         | + 10' 14"   |
| 9      | Alessandro Verre (ITA)  | Arkéa–Samsic             | + 18' 59"   |
| 10     | Finn Fisher-Black (NZL) | UAE Team Emirates        | + 24' 25"   |

### Soutěž týmů
| Pořadí | Tým                      | Čas         |
| ------ | ------------------------ | ----------- |
| 1      | UAE Team Emirates        | 40h 21' 34" |
| 2      | Trek–Segafredo           | + 52"       |
| 3      | Groupama–FDJ             | + 1' 01"    |
| 4      | Ineos Grenadiers         | + 1' 25"    |
| 5      | Soudal–Quick-Step        | + 1' 46"    |
| 6      | AG2R Citroën Team        | + 2' 11"    |
| 7      | Intermarché–Circus–Wanty | + 3' 03"    |
| 8      | Team Jayco–AlUla         | + 3' 04"    |
| 9      | Israel–Premier Tech      | + 5' 22"    |
| 10     | Bora–Hansgrohe           | + 5' 38"    |